# جيغز
جيغز (بالإنجليزية: Jiggs)‏ (ولد حوالي 1929 - 28 فبراير 1938) كان شمبانزي ذكر وممثل حيوان وأول من لعب دور شيتا في أفلام طرزان. كان ملك توني وجاكلين جنتري اللذان توليا تدريبه.

## روابط خارجية
- جيغز على موقع IMDb (الإنجليزية)
- جيغز على موقع أول موفي (الإنجليزية)
- جيغز على موقع قاعدة بيانات الفيلم (الإنجليزية)